# 榠楂祖庙
榠楂祖庙位于中国浙江省宁波市海曙区鄞江镇梅园村梅锡自然村，始建于宋开庆年间，现存为清代建筑，庙坐北朝南，由门厅、天井、大殿三部分组成，正中为大门，两侧为偏房，中间为天井、戏台，左右两厢各三间，2010年公布为鄞州区文物保护单位:382，2018年12月28日因行政区划调整公布为海曙区文物保护单位。